# Liste der Kulturdenkmale in Ellerbek
In der Liste der Kulturdenkmale in Ellerbek sind alle Kulturdenkmale der schleswig-holsteinischen Gemeinde Ellerbek (Kreis Pinneberg) und ihrer Ortsteile aufgelistet (Stand: 10. März 2025).

## Legende
In den Spalten befinden sich folgende Informationen:
- Objekt-ID: die Nummer des Kulturdenkmales
- Lage: die Adresse des Kulturdenkmales und die geographischen Koordinaten. Kartenansicht, um Koordinaten zu setzen. In der Kartenansicht sind Kulturdenkmale ohne Koordinaten mit einem roten Marker dargestellt und können in der Karte gesetzt werden. Kulturdenkmale ohne Bild sind mit einem blauen Marker gekennzeichnet, Kulturdenkmale mit Bild mit einem grünen Marker.
- Offizielle Bezeichnung: Bezeichnung des Kulturdenkmales
- Beschreibung: die Beschreibung des Kulturdenkmales
- Bild: ein Bild des Kulturdenkmales

## Baudenkmale
| Objekt-ID | Lage                                         | Offizielle Bezeichnung  | Beschreibung | Bild            |
| --------- | -------------------------------------------- | ----------------------- | --- | --------------- |
| 8820      | Kellerstraße 5 (53° 39′ 24″ N, 9° 52′ 12″ O) | Ehemaliges Schulgebäude | ehem. Schulgebäude; 1911; zweigeschossiger Backsteinbau unter hohem weit auskragendem Walmdach und leicht zu Mitte versetztem breitem Zwerchhaus unter Satteldach - Begründung: geschichtlich, städtebaulich - Schutzumfang: ehem. Schulgebäude, - Denkmaltyp: Bauliche Anlage Bis 1967 Volksschule, danach Leerstand, dann zeitweise Nutzung als selbstverwaltetes Jugendzentrum. Ca. 1990 verkauft und in Privatinitiative restauriert, innen dabei teilentkernt und umgebaut. Nutzung heute (2012) zu privaten und gewerblichen Zwecken. | Fotos hochladen |

## Ehemalige Kulturdenkmale
Bis zum Inkrafttreten der Neufassung des schleswig-holsteinischen Denkmalschutzgesetzes am 30. Januar 2015 waren in der Gemeinde Ellerbek nachfolgend aufgeführte Objekte als Kulturdenkmale gemäß §1 des alten Denkmalschutzgesetzes (DSchG SH 1996) geschützt:
| Objekt-ID | Lage                                                  | Offizielle Bezeichnung | Beschreibung         | Bild            |
| --------- | ----------------------------------------------------- | ---------------------- | -------------------- | --------------- |
|           | Ihlweg 5 (53° 39′ 16″ N, 9° 52′ 20″ O)                | Scheune                | reetgedeckte Scheune | Fotos hochladen |
|           | Rugenbergener Straße 30 (53° 39′ 45″ N, 9° 53′ 52″ O) | Wohnhaus               |                      | Fotos hochladen |